# Karl Offmann
Karl Auguste Offmann (Port Louis, Mauricio británico, 25 de noviembre de 1940 - Beau Bassin-Rose Hill, Mauricio, 12 de marzo de 2022) fue un político de Mauricio, perteneciente al Movimiento Socialista Militante.

## Biografía
Perteneciente a la minoría católica, integró la Juventud Obrera Cristiana entre 1957 y 1970. Estudió ingeniería mecánica en Francia.
Fue ministro de planificación y desarrollo económico (1983), de gobierno local y cooperativas (1984-1986), y de seguridad social y solidaridad nacional (1986-1987).
Después de que dos de sus predecesores renunciaron a sus cargos por su negativa a firmar un polémico proyecto de ley antiterrorista, el parlamento eligió a Offmann como presidente de Mauricio el 25 de febrero de 2002, permaneciendo en el cargo hasta octubre de 2003.